# 林光一
林 光一（はやし こういち、1936年（昭和11年）8月30日 - ）は、日本の実業家。宝酒造株式会社元副社長。宝ホールディングス元取締役。長男は予備校講師の林修。

## 経歴
日本画家の林雲鳳（はやし うんぽう、本名：林 雄一〈はやし ゆういち〉）とみねの間に生まれる。1960年（昭和35年）、慶應義塾大学文学部社会学科卒業。同年4月に宝酒造に入社。1994年（平成6年）6月に同社取締役に就任。その後、1998年（平成10年）6月に同社常務、2001年（平成13年）6月に同社専務を経て、2002年（平成14年）4月に同社副社長・宝ホールディングス取締役に就任する。